# Рубицано (Болоња)
Рубицано (итал. Rubizzano) је насеље у Италији у округу Болоња, региону Емилија-Ромања.
Према процени из 2011. у насељу је живело 204 становника. Насеље се налази на надморској висини од 14 м.